# 山本潔 (実業家)
山本 潔（やまもと きよし、1929年7月15日 - 2022年5月17日）は、日本の実業家。RKB毎日放送社長、会長を務めた。

## 経歴
福岡県出身。1953年に東京大学文学部仏文科を卒業し、同年に毎日新聞社に入社。ニューヨーク支局長、中部本社編集局次長兼報道部長、西部本社編集局長などを歴任した。
1983年6月にRKB毎日放送の取締役に就任し、報道局長、ラジオ局長、東京支社長、常務、専務を経て、1991年6月から2000年6月までに社長を務め、2000年6月に会長に就任した。
日本民間放送連盟副会長や毎日新聞社取締役も務めた。
2004年春に旭日重光章を受章した。